# Владислав Зальцбургский
Владислав Силезский (пол. Władysław Wrocławski, нем. Wladislaw von Schlesien, чеш. Vladislav Slezský 1237 —27 апреля 1270) — князь-архиепископ Зальцбургский в 1265-1270 годах, соправитель Вроцлавского княжества в 1248—1270 гг.

## Биография

### Детство и юность
Владислав был пятым и самым младшим сыном князя-принцепса Польши и князя Вроцлавского Генриха II Набожного и чешской королевны Анны, дочери короля Пржемысла Отакара I. Ему было четыре года, когда в 1241 году его отец погиб в битве под Легницей. Родительские владения и опеку над младшими братьями унаследовал старший сын Болеслав II Рогатка.

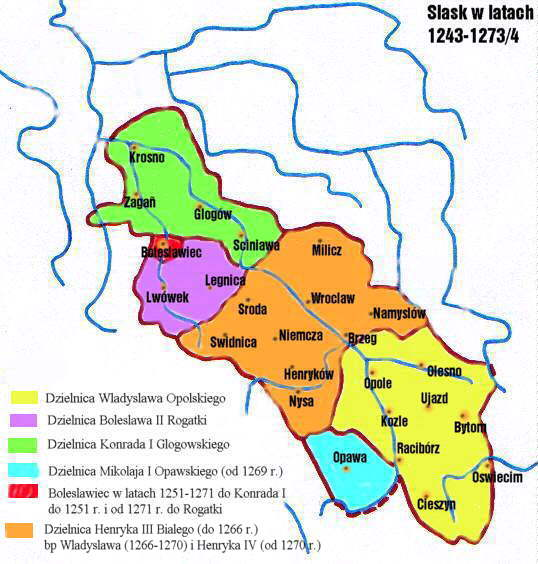
Силезия в 1248/51 гг.: Создание Нижнесилезских герцогств Легница (фиолетовое) и Глогув (зеленое)

С одобрения матери Анны Чешской и с целью не допустить дальнейшего раздела отцовских земель младшие сыновья покойного князя Генриха II Владислав и Конрад, были отправлены учиться в Италию, в университет Падуи, так как оба готовились к духовной карьере. В 1248 году их соперничающие старшие братья Генрих III Белый и Болеслав II наконец пришли к соглашению и разделили земли Нижней Силезии: Болеслав стал князем Легницы, в Генриху досталось Вроцлавское княжество. При этом была достигнута договоренность, что младшие братья, выбравшие духовную карьеру, будут являться соправителями: Конрад — Болеслава в Легнице, а Владислав  — Генриха во Вроцлаве. Однако Конрад, уже достаточно взрослый, узнав об этом разделе, отказался от духовной карьеры и потребовал от Болеслава участия в управлении княжеством. Болеслав делиться властью не захотел. Конрад бежал к своему зятю, князю Пшемыслу Великопольскому и поднял мятеж, в котором его поддержали брат Генрих III Белый и великопольские родственники. Болеслав был вынужден уступить, и в 1251 году выделил Конраду самостоятельное Глогувское княжество.
Отношения Генриха Белого и Владислава сложились намного лучше, поскольку Владислав в основном пребывал в столице Чешского королевства Праге при дворе своего троюродного брата по материнской линии короля Пржемысла Отакара II. Его участие в управлении Вроцлавским княжеством ограничивалась получением полагавшейся ему ренты; тем не менее, Владиславом подписан ряд документов, в том числе акт о наделении жителей города Вроцлава Магдебургским правом в 1261 году.

### Духовная карьера
При поддержке чешского короля духовная карьера Владислава стала быстро развиваться: около 1255 года он стал пробстом Вышеградского капитула, что сделало его канцлером Чешского королевства, закрепив тесный союз Силезских Пястов с династией Пржемысловичей.
В 1256 году Владислав был избран в кафедральный капитул Бамберга, а в следующем году — князем-епископом Бамберга. Но занять этот пост ему не удалось, так как Папа Александр IV не утвердил этот решение из-за слишком молодого возраста Владислава.   При поддержке Пржемысла Отакара II он стал членом Вроцлавского капитула, а в апреле 1265 года был избран епископом Пассау. В октябре того же Владислав был вновь избран князем-архиепископом Зальцбургским, и на этот раз он получил согласие Папы Климента IV. Владислав прибыл в Зальцбург весной 1266 года, но уже в декабре был вынужден вернуться в Силезию из-за неожиданной смерти своего брата и соправителя Генриха III Белого. В своем завещании Генрих назначил Владислава опекуном над своим малолетним сыном Генрихом IV и регентом Вроцлавского княжества.

### Правление во Вроцлаве
Политика Генриха III не слишком благоприятствовала церкви; Владислав, теперь одновременно регент и епископ, не был склонен сохранять привилегии вроцлавского дворянства, но в конце концов был вынужден согласиться с ними. Епископ-регент вместе с его покойным братом Генрихом III выступал за канонизацию их бабки по отцовской линии, княгини Ядвиги Силезской. Этот процесс был окончательно завершен, когда Святая Ядвига была канонизирована Папой Климентом IV 26 марта 1267 года. Это было большим личным успехом Владислава и подняло престиж его семьи.
Завершающим аккордом его блестящей церковной карьеры стала номинация в 1268 году во Вроцлавское епископство. Владислав не собирался жертвовать Зальцбургским архиепископством, но благодаря своему влиянию в Праге и Риме он был назначен «апостольским администратором» Вроцлава со всеми правами епископа. Владислав честно выполнял все свои обязанности, что было довольно необычным отношением среди средневековых князей. Получив пост администратора Вроцлавской епархии в дополнение к архиепископству Зальцбургскому, он сумел совместить эти две должности так, что никто не мог упрекнуть его в том, что он отдает предпочтение одной церковной должности перед другой. Последние четыре года своей жизни он постоянно перемещался между Зальцбургом и Вроцлавом.

### Смерть
Владислав умер 27 апреля 1270 года в Зальцбурге и был похоронен в местном кафедральном соборе. Он завещал свои права на половину Вроцлавского княжества своему племяннику Генриху IV Пробусу. Ходили слухи, что причиной смерти молодого епископа, которому не более тридцати трех лет, стало отравление. Виновными в этом преступлении считались те же представители вроцлавского дворянства, которые четырьмя годами ранее подозревались в отравлении князя Генриха III Белого. Спустя почти двадцать лет та же история повторилась с обстоятельствами смерти его племянника Генриха IV. Внезапная смерть молодого князя-епископа, вызванная естественными причинами, в то время, когда медицина была не самой лучшей, легко могла быть истолкована как отравление. Однако Владислав умер в Зальцбурге, что указывает скорее на естественный характер его смерти: если бы силезкие дворяне действительно хотели убить его, они, вероятно, сделали бы это во время его пребывания во Вроцлаве.